# Delfim Moreira, Minas Gerais
Delfim Moreira este un oraș în Minas Gerais (MG), Brazilia.